# Oxira lucifera
Oxira lucifera là một loài bướm đêm trong họ Noctuidae.